# 吳玟萱
吳玟萱（Claudia Wu Wen Xuan，1972年12月3日—），台灣女演員、主持人。

## 簡歷
早期国中时因外表被星探发掘当了三、四年的模特儿，拍过两部晚间六时的家庭电视剧，十九岁时靠拍广告和演戏，就赚到人生第一个一百万元，但因家中反對而放棄演藝路前往外國留學，回國後便結婚；兩年後離婚。
吳玟萱與大8歲的設計師前夫呂向榮有一個兒子，呂向榮同時也是藝人賴佩霞的前夫，離婚後與吳玟萱結婚後又離婚。之後呂向榮以吳玟萱名義開空頭支票導致討債集團上門恐嚇，吳玟萱便以經濟因素與前夫對簿公堂爭取兒子監護權。離婚後至竹科科技公司當過業務員，但因業績不佳與興趣因素離職，後以平民社交名媛的身分重返演藝圈打開知名度，加入主持《好色男女》，後來發展以配角演員和主持人、活動為主。
2013年後淡出演藝圈以中國大陸商演主持活動和剪綵出席等小收入為主，但2015年4月起捲入台灣湯季華詐騙案，吳玟萱台幣900萬以上被詐騙，該團夥以能控制網路搜尋引擎關鍵字排名為題目，編織投資豐厚回報的騙局，成員又以名車代步租住借住豪宅，讓不少名人和上流成員受騙。

## 節目
| 頻道 | 節目         |
| ---- | ------------ |
|      | 《好色男女》 |
| 中视 | 《大电视》   |

## 戲劇
| 年份   | 頻道             | 劇名       | 飾演        |
| ------ | ---------------- | ---------- | ----------- |
| 2008年 | 華視、八大綜合台 | 敲敲愛上你 | 姚母        |
| 2008年 | 中視             | 光陰的故事 | 馮媽媽      |
| 2009年 | 華視、八大綜合台 | 紫玫瑰     | 吳家佩Patty |
| 2010年 | 台視             | 獅子的女兒 | Claire      |

## 造型設計
- 电影《约会》造型总监
- 电视《乒乓》、《风中战士》造型总监
- 多芬CF造型
- 齐秦上海演唱会服装造型